# Hrabstwo Fairfield (Karolina Południowa)
Hrabstwo Fairfield (ang. Fairfield County) – hrabstwo w stanie Karolina Południowa w Stanach Zjednoczonych.

## Geografia
Według spisu z 2000 roku obszar całkowity hrabstwa obejmuje powierzchnię 710 mil2 (1313,12 km²), z czego  687 mil2 (1779,32 km²) stanowią lądy, a 23 mile2 (59,57 km²) stanowią wody. Według szacunków United States Census Bureau w roku 2012 miało 23 363 mieszkańców. Jego siedzibą administracyjną jest Winnsboro.

### Miasta
- Blythewood
- Jenkinsville
- Ridgeway
- Winnsboro
- Winnsboro Mills (CDP)